# Nigel Owens
Nigel Owens (Mynyddcerrig, Carmarthenshire, Gal·les; 18 de juny de 1971) és un àrbitre de rugbi internacional. Ha arbitrat partits en diverses edicions de la Heineken Cup així com de la Copa del Món de Rugbi de 2007, de 2011, 2015 i 2019.
Owens va ser incorporat al cos d'àrbitres internacionals l'any 2005, i aquell any ja va arbitrar el seu primer partit internacional entre Irlanda i Japó a Osaka. Owens va debutar en una copa del món a Lió, França, l'11 de setembre de 2007 arbitrant un Argentina-Geòrgia. Fou un dels dos àrbitres internacionals designat per a arbitrar dues edicions consecutives de la final de Heineken Cup, concretament la que van disputar Munster i Tolosa a l'Estadi de Mil·lenni de Cardiff l'any 2008; i la que va enfrontar els Leicester Tigers amb Leinster a Murrayfield el 2009. També fou l'encarregat d'arbitrar la final entre Leinster i Ulster a Twickenham el 2012, així com dues edicions de la Amlin Cup. L'any 2015 va arbitrar la final de la Copa del Món de Rugbi.
Més enllà del món del Rugbi, Owens és un dels presentadors en els programes de televisió de llengua gal·lesa Jonathan i Bwrw'r Bar. Actualment, Owens també té el seu propi programa en el món de la TV.

## Vida personal
Owens va créixer a la petita localitat de Mynyddcerrig, Carmarthenshire a Gal·les. Parla gal·lès de forma fluida i dedica part del temps al món de l'educació i als mitjans de comunicació. La seva autobiografia, Hanner Amser (Temps Mitjà), va ser publicada en gal·lès el 2008

L'any 2007, Owens va fer pública la seva condició d'homosexual en una entrevista a Wales on Sunday. Tot i que les reaccions han estat generalment positives, el mateix Owens admet que la seva condició i el fet de fer-ho públic foren decisions complicades que fins i tot van fer que considerés el suïcidi com a opció.

Ser gai és un tabú tan gran a la meva feina, que vaig haver de pensar-hi molt, perquè no volia posar en perill la meva carrera professional. Sortir de l'armari va ser molt difícil i vaig intentar viure amb qui era durant anys. Sabia que era "diferent" des de finals de l'adolescència, però només estava vivint en una mentida.
 Poc després de la Copa del món de Rugbi de 2007, Owens fou nomenat Personalitat d'Esports del Gai de l'Any pel grup de defensors dels drets dels homosexuals conegut com a Stonewall.